# Eldorado (Oregon)
Eldorado az Amerikai Egyesült Államok északnyugati részén, Oregon állam Malheur megyéjében elhelyezkedő önkormányzat nélküli település.
Postahivatala 1869 és 1879 között működött.